# Lista de bairros de São Caetano do Sul

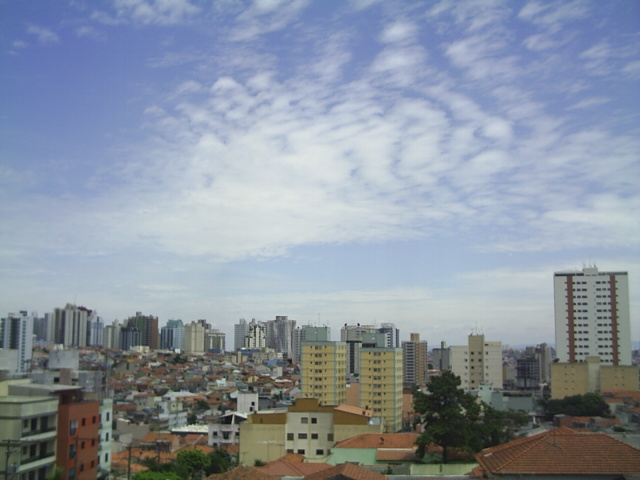
Vista parcial de São Caetano do Sul.

Aqui são listados os bairros de São Caetano do Sul, que são as divisões oficiais do município brasileiro supracitado, localizado no estado de São Paulo. As divisões estão de acordo com a prefeitura da cidade e os dados foram coletados pelo Instituto Brasileiro de Geografia e Estatística (IBGE) no ano de 2000.
Naquele ano, São Caetano do Sul era composta por 15 bairros distribuídos em seu território. Segundo o IBGE, o bairro mais populoso era o Olímpico, que reunia 16 014 habitantes, sendo seguido pelo Nova Gerty, com 14 418 pessoas, e pelo Santa Paula, com 14 110. O bairro menos populoso era o Prosperidade, que tinha 3 262 habitantes. O maior rendimento mensal médio por responsáveis dos domicílios pertencia ao Jardim São Caetano, cuja média era de R$ 3 899,16. O menor rendimento era o do Prosperidade, de R$ 968,01.
Grande parte dos bairros de São Caetano do Sul se desenvolveu no decorrer do século XIX, assim como grande parte da Região do Grande ABC, com a chegada das grandes indústrias e do comércio. O Centro, local onde situa-se o marco zero da cidade (na Praça Cardeal Arcoverde), mantém-se como a área mais movimentada e onde se concentra a maior parte das instituições financeiras de São Caetano do Sul.

## Bairros
| Bairro             | Habitantes | Habitantes | Habitantes | Domicílios particulares | Rendimento mensal médio por responsáveis dos domicílios (R$) | Área (m²) |
| Bairro             | Homens     | Mulheres   | Total      | Domicílios particulares | Rendimento mensal médio por responsáveis dos domicílios (R$) | Área (m²) |
| ------------------ | ---------- | ---------- | ---------- | ----------------------- | ------------------------------------------------------------ | --------- |
| Barcelona          | 4 894      | 5 612      | 10 506     | 3 273                   | 1844,54                                                      | 973 205   |
| Boa Vista          | 4 357      | 4 905      | 9 262      | 2 761                   | 1240,92                                                      | 740 014   |
| Centro             | 1 521      | 1 824      | 3 345      | 1 105                   | 1419,29                                                      | 883 238   |
| Cerâmica           | 4 320      | 5 048      | 9 368      | 2 916                   | 1495,64                                                      | 1 236 370 |
| Fundação           | 2 531      | 2 779      | 5 310      | 1 556                   | 1073,29                                                      | 1 291 243 |
| Jardim São Caetano | 2 036      | 2 223      | 4 259      | 1 163                   | 3899,16                                                      | 884 871   |
| Mauá               | 2 879      | 3 271      | 6 150      | 1 816                   | 1395,1                                                       | 941 883   |
| Nova Gerty         | 6 752      | 7 666      | 14 418     | 4 359                   | 990,57                                                       | 868 477   |
| Olímpico           | 7 555      | 8 459      | 16 014     | 4 951                   | 1261,21                                                      | 1 305 226 |
| Oswaldo Cruz       | 5 936      | 6 887      | 12 823     | 4 081                   | 1466,15                                                      | 945 560   |
| Prosperidade       | 1 554      | 1 708      | 3 262      | 960                     | 968,01                                                       | 944 216   |
| Santa Maria        | 6 370      | 7 365      | 13 735     | 4 320                   | 1541,87                                                      | 1 043 467 |
| Santa Paula        | 6 513      | 7 597      | 14 110     | 4 561                   | 2969,32                                                      | 1 547 156 |
| Santo Antônio      | 3 964      | 4 504      | 8 468      | 2 808                   | 2958,31                                                      | 973 625   |
| São José           | 4 335      | 4 794      | 9 129      | 2 785                   | 1408,65                                                      | 752 346   |